# Machov
Machov är en köping i Tjeckien. Den ligger i den nordöstra delen av landet, 140 km öster om huvudstaden Prag. Machov ligger 478 meter över havet och antalet invånare är 1 109.
Terrängen runt Machov är kuperad åt sydost, men åt nordväst är den platt. Runt Machov är det ganska tätbefolkat, med 60 invånare per kvadratkilometer. Närmaste större samhälle är Náchod, 12,2 km sydväst om Machov. I omgivningarna runt Machov växer i huvudsak blandskog.